# Василистник альпийский
Васили́стник альпи́йский (лат. Thalíctrum alpínum) — травянистое растение; вид рода Василистник (Thalictrum) семейства Лютиковые (Ranunculales).

## Ботаническое описание
Маленькое растение 5—20 см высотой, с безлистным, реже однолистным простым стеблем.
Листья сосредоточены у основания стебля, черешковые, пластинки просто и дважды перистые, с кожистыми тёмно-зелёными, сверху блестящими листочками.
Цветки в простой, реже едва ветвистой кисти, 1,5—8 см длиной, поникающие. Нити тычинок тонкие, нитевидные. Рыльце завязи тёмно-фиолетовое. Листочки околоцветника красновато-буроватые, 2—3 мм длиной и 1—1,75 мм шириной, эллиптические, тупые. Формула цветка: {\displaystyle \ast P_{4-5}\;A_{\infty }\;G_{\infty }}.
Плодики 2—3 мм длиной, продолговато-яйцевидные, слабо изогнутые, ребристые, почти сидячие.

## Распространение и экология
Встречается в Северной Европе, на Кавказе, в Средней Азии, на Алтае, в Сибири, на Дальнем Востоке, в Гималаях, Монголии, в Северной Америке.
Растёт в тундрах и на альпийских лугах, на берегах горных ручьёв, на скалах и моренах около ледников. На Алтае нередко встречается на белках Коргонском, Теректинском, Катунском, Симультинских, Курайских, Чуйских, Сайлюгемских, на плоскогорье Укок и в истоках реки Чуи.

## Химический состав
Трава и корневище содержат алкалоид гернандезин.

## Значение и применение
В декоративном садоводстве используется для создания альпийских горок. Требует отличного дренажа при нормальном увлажнении и хорошего освещения.
На Камчатке отмечено поедание северным оленем (Rangifer tarandus).

### В медицине
Лекарственным сырьём является надземная часть растения, заготавливается в период цветения.
В народной медицине траву используют при некоторых кожных заболеваниях, а также при эпилепсии, поносе, желтухе, малярии, туберкулёзе лёгких (Фруентов, 1974)[уточнить].
Отвар надземной части камчадалы пьют при туберкулёзе лёгких и других бронхолёгочных заболеваниях (Ефремова Н. А., 1967)[уточнить]. Удэгейцы применяют его в качестве отхаркивающего, противокашлевого, противовоспалительного средства (Вострикова Г. Г., Востриков Л. А., 1971)[уточнить].